# Чорная (река)
Чорная (Паеяха, Пайяха) (на руски: Чёрная, Паэяха, Пайяха) е река в Ненецкия автономен окръг на Русия, вливаща се в Баренцево море. Дълга е 308 km, а площта на водосборния ѝ басейн е 7290 km².
Река Чорная води началото си и протича през централната, безлюдна част на Болшеземелската тундра в широка, плитка и едва забележима, силно заблатена долина, в която силно меандрира. Първите над 200 km, до устието на десния си приток Уреряха тече на североизток и изток, след което рязко сменя посоката на север. Влива се от юг в Баренцево море, чрез естуар, западно от залива Паханческая губа. Основните ѝ притоци са десни: Секаргаяха (51 km), Табровяха (54 km), Уреряха (162 km), Пехехеяха (56 km), Садаяха (67 km). Има смесено подхранване с преобладаване на снежното и дъждовното с ясно изразено пълноводие в края на май и началото на юни. По течението ѝ няма нито едно постоянно населено място.